# Науковий гумор

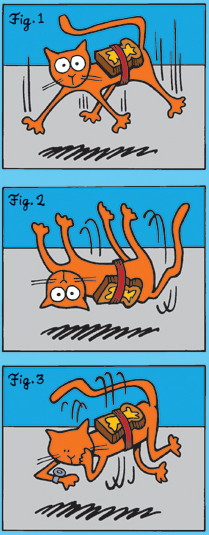
Приклад наукового гумору: парадокс кота з маслом

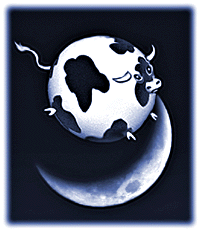
Приклад наукового гумору: сферична корова у вакуумі

Науко́вий гу́мор — вид професійного гумору, який заснований на незвичних або парадоксальних аспектах наукових теорій і наукової діяльності. Як і кожен професійний гумор, науковий гумор нерідко незрозумілий людям, що не володіють достатніми знаннями у відповідній галузі.
Також до наукового гумору можна віднести висміювання деяких аспектів науки або окремих вчених.

## Науковий гумор за науками

### Математичний гумор
Математичний гумор — вид наукового гумору, який заснований на незвичних або парадоксальних аспектах математичних теорій. Математичний гумор часто згадується в мультсеріалах, у створенні сценаріїв яких брали участь вчені (наприклад, «Футурама»).

### Фізичний гумор
Фізичний гумор — вид наукового гумору, який заснований на незвичних або парадоксальних аспектах фізичних теорій і фізичних експериментів. Опубліковані жартівливі фізичні книги «Фізики жартують», «Фізики продовжують жартувати», «Фізики все ще жартують».

### Жартівливі фізичні статті
Існують випадки, коли фізичні статті в серйозних наукових журналах друкуються в жартівливій формі. Бувають відверті статті-жарти (наприклад стаття «Небеса гарячіші, ніж пекло») і статті, замасковані під серйозні статті.

### Жартівливі фізичні парадокси і уявні експерименти
Завдяки науковим відкриттям XX століття, серед вчених стали поширюватися фізичні парадокси і уявні експерименти, в тому числі і жартівливі. Завдяки увазі науки до незвичайних закономірностей в житті були відкриті такі «закони», як Закон бутерброда і Закон падаючої кішки. Вчені-жартівники об'єднали їх в один жартівливий парадокс і уявний експеримент — Парадокс кішки з маслом.

### Юридичний гумор
Юридичний гумор — вид професійного гумору, який заснований, як правило, на документах, викладених помилково у зв'язку з неправильним тлумаченням норм права, друкарськими помилками, мовною та професійною безграмотністю. Також проявляється в історіях і анекдотах, курйозних законах, що прямують з прецедентного права.
Часто юридичний гумор не може бути повною мірою сприйнятий і оцінений людьми, які не мають знань у галузі юриспруденції.
Існує думка, згідно з якою предмет юридичного гумору є наслідком профанації юридичної професії.

### Хімічний гумор
Хімічний гумор — вид наукового гумору, який заснований на незвичних або парадоксальних аспектах хімічних теорій і експериментів. Прикладом хімічного гумору може служити науковий жарт Дигідрогену монооксид. Є й пародії на періодичну таблицю хімічних елементів Менделєєва (наприклад періодична таблиця відкинутих елементів Майкла Гербера і Джонатана Шварца).

## Види наукового гумору

### Наукові анекдоти
Наукові анекдоти — короткі смішні історії про вчених і науку. Часто в цих історіях висміюються будь-які наукові теорії або закони. Є наукові анекдоти, що висміюють якихось певних вчених.
Існують наукові анекдоти, що висміюють непрактичність і зайве теоретизування вчених. Наприклад, відомий анекдот, в якому фізик замість того, щоб придумати спосіб для передбачення коня, який переможе на перегонах, побудував модель для перемоги сферичного коня у вакуумі.

### Наукові жарти-пародії на релігію
В основному, наукові жарти-пародії на релігію це або знак пародії, сатири, критики, протесту проти релігії і псевдонауки, наприклад «Літаючий локшинний монстр» або «Розумне падіння», або науково-атеїстичні аналогії і уявні експерименти, наприклад уявний експеримент «Чайник Рассела».

### Жартівливі наукові статті
Жартівливі наукові статті мають відверто жартівливу форму. Наприклад, стаття «Небеса гарячіша, ніж пекло», опублікована в журналі Applied Optics в 1972 році, доводить, що поміщену в її заголовок тезу, за допомогою цитат зі Старого Заповіту і сучасної термодинаміки.
Іноді жартівливі статті маскуються під серйозні дослідження. Класичний приклад публікації такого роду — замітка «До квантової теорії абсолютного нуля температури», опублікована у фізичному журналі Die Naturwissenschaften. Стаття завідомо абсурдним чином пов'язувала дві фізичні сталі — сталу тонкої структури і абсолютний нуль температури за шкалою Цельсія — і ввела в оману редакторів журналу, які сприйняли її всерйоз.
Деякі жартівливі твори можуть досягати обсягу цілих книг. Наприклад, «Будова й життя рінограденцій», що описує тварин, які начебто населяли архіпелаг Тихого океану.

### Жартівливий науковий метод
Жартівливий науковий метод — гумористичний виклад основних способів отримання нових знань.
Теоретичний вид наукового методу (теорії, гіпотези) наукові жартівники показують або у вигляді уявних експериментів і парадоксів (наприклад чайник Рассела і парадокс кішки з маслом), або у вигляді жартівливих законів (наприклад закон Мерфі, закон Паркінсона, Ефект Чизхолма, і три закони Кларка).
Три перших жартівливих закони пов'язані більше з життям і філософією, ніж з наукою. За своїм формулюванням це парадоксальні закони. Створені як жарти, вони діють у побуті й у роботі.
Три закони Кларка ж пов'язані в першу чергу з наукою. І це не дивно, так як Артур Кларк не тільки фантаст і футуролог, але і вчений.

### Жартівливі наукові премії
Як таких, жартівливих наукових премій майже немає. Найвідоміша з них — Шнобелівська премія, пародія на престижну в науковому товаристві Нобелівську премію.

### Наукові комедії
Наукова комедія — вид наукового гумору, який використовується в театрі чи кіно. Спочатку був жанром італійської драматургії і театру епохи Відродження.
Жанр використовується для висміювання тих чи інших сторін науки і псевдонауки. Наприклад, існує п'єса Захист дисертації, що висміює псевдонауку та псевдовчених.

### Жартівливі наукові пісні
Пісні, в яких фігурує жартівливий образ вченого, висміюються особливості деяких представників, дивацтва: «Товариші вчені» (Володимир Висоцький), «Скарга вченого» (книга Дж. Віндема «Кракен прокидається»).

### Наукові карикатури
Щоб висміяти ті чи інші сторони науки вчені, журналісти, художники, а також просто люди, що вміють малювати, час від часу малюють наукові карикатури.

### Наукові розіграші
Існує в науковому середовищі ще один вид наукового гумору — науковий розіграш. Хоч і не всім ученим цей вид жарту подобається, траплялися ситуації, в яких вчені розігрували один одного.

## Поширення наукового гумору

### Жартівливі наукові журнали
Журнали «Аннали неймовірних досліджень» та «Журнал невідтворюваних результатів», описують незвичайні і смішні наукові дослідження. Ще один журнал, Speculative Grammarian, містить суто лінгвістичні жарти. Інших спеціалізованих жартівливих журналів немає. За винятком двох неперіодичних фізичних жартівливих журналів — «Журналу жартівливої фізики» (The Journal of Jocular Physics) і «Журналу незрозумілої фізики» (Journal of Unclear Physics) — жарти які часто використовувалися в книзі «Фізики жартують». До неперіодичних видань можна також віднести і Праці Чайного клубу (Tea Club Annuals), в яких публікуються паранаукові статті за областями науки, придуманими самими авторами цих статей. Кожен автор отримує нагороду — почесне звання член-кореспондент Чайного клубу (чк ЧК), орден Нікуліна і символічну грошову премію.
Крім того, в серйозних наукових і науково-популярних журналах є рубрики, присвячені науковим жартам. Наприклад, в журналі «Квант» є рубрика «Квант посміхається», в якій публікуються наукові жарти і статті.

### Жартівливі наукові книги
Яскравим прикладом є серія з трьох книг «Фізики жартують»: «Фізики жартують», «Фізики продовжують жартувати», «Фізики все ще жартують». У 1966 році вийшла перша з серії книга «Фізики жартують». Книга викликала справжній ажіотаж і популярність, не тільки у фізиків, а й у інших учених і людей, що цікавляться наукою.
Є ще одна жартівлива фізична книга Левінштейна «Коли фізики ще жартували», в якій зібрані короткі забавні історії про вчених. Існують також інші жартівливі наукові книги зі схожою назвою про лінгвістів, хіміків, і психологів.
Також випускаються загальні збірники наукового гумору, це збірники жартів не певної науки, а в цілому всієї науки. Наприклад, у 2006 році вийшла книга «Фізики сміються. Але сміються не тільки фізики», в якій зібрані не тільки жартівливі статті і анекдоти, а й наукові карикатури та кумедні поради. Також є книга-збірник «101 науковий жарт» і книга «Абсолютна невагомість: Наукові жарти, цитати і анекдоти».
Крім того, випускаються не лише збірки гумору, але і чисто авторські твори: книга історика Сиріла Норткот Паркінсона «Закони Паркінсона» та книга Артура Блоха «Закони Мерфі».
Науковий гумор у мистецтві

### Мультсеріали
У мультсеріалі «Футурама», який створений колишніми вченими, що стали сценаристами мультсеріалу, досить часто згадується науковий гумор, найчастіше — математичний. У Футурамі багато згадок незвичайних чисел, ірраціональних чисел, великих обчислень, жартів про Принцип невизначеності Гейзенберга, кота Шредінгера, пляшку Клейна і навіть була в одній з серій пародія на кота Шредінгера — Пес Віттена.
У мультсеріалі «Пінкі і Брейн» головний герой Брейн часто у своїх монологах і діалогах згадує наукові жарти. Наприклад, у початковій заставці Брейн пише Теорію всього на шкільній дошці.
У мультсеріалі «Сімпсони» нерідко з'являються математичні та інші наукові жарти. Для Сімпсонів було написано понад сто математичних жартів різних видів, від фальшивих рівнянь і доказів до жартів про математичну неграмотность більшості глядачів серіалу. Наукові жарти серіалу створюються колишніми вченими, серед яких є і математики з докторським ступенем.
У мультсеріалі «Пригоди Джиммі Нейтрона» використовується гра слів і наукові жарти.

### Серіали
У популярній американській ситуаційної комедії Теорія великого вибуху розповідається про спільне проживання двох обдарованих фізиків, Леонарда і Шелдона, та їх комічному спілкуванні з оточуючим світом за допомогою фізико-математичних формулювань і термінів. У науці вони домоглися блискучих успіхів, а ось до звичайного життя зовсім не пристосовані. Особливо кумедно у них відбувається спілкування з протилежною статтю. Їх улюбленими заняттями є спільний перегляд з друзями серіалу Star Trek, комп'ютерні ігри, комікси, а також дебати, пов'язані з дослідницькою роботою в науковому інституті.

### Книги
У трилогії книг «Автостопом по Галактиці» поряд з тонким англійським гумором згадується науковий гумор. Наприклад, в кінці дев'ятої глави першої книги Артур каже Форду:
 — Форд! — Вимовив він, — там, зовні, нескінченно багато мавп. І вони хочуть обговорити з нами «Гамлета», який у них вийшов.

Фраза Артура є натяком на теорему про нескінченну мавпу.
Інтелектуальний і науковий гумор згадується в оповіданнях і романах Станіслава Лема. Наприклад в оповіданнях і повістях про Ійона Тихого.
Науковий гумор також присутній у книгах Джона Віндема. Наприклад в книзі «Кракен пробуджується».
У «Кракен пробуджується» присутня жартівлива пісня про вченого, названа одним з героїв роману «Скарга вченого».